# 714
| [ Edytuj tabelę ]          |                                   |
| Cesarz Bizancjum           | - 713 Anastazjusz II 716          |
| Chan Bułgarii              | - 701 Terweł 721                  |
| Cesarz Chin                | - 712 Tang Xuanzong 756           |
| Król Essexu                | - 709 Saelred 746                 |
| Król Franków               | - 711 Dagobert III 715            |
| Cesarz Japonii             | - 707 Gemmei 715                  |
| Kalif                      | - 705 Al-Walid I 715              |
| Król Kentu                 | - 692 Wihtred 725                 |
| Patriarcha Konstantynopola | - 712 Jan VI 715                  |
| Król Longobardów           | - 712 Liutprand 744               |
| Król Mercji                | - 709 Ceolred 716                 |
| Król Nortumbrii            | - 705 Osred 716                   |
| Papież                     | - 708 Konstantyn 715              |
| Doża Wenecji               | - 697 Paoluccio Anafesto 717      |
| Król Wessexu               | - 688 Ine 726                     |
| Król Wizygotów             | - 711 Agila II 714 - 714 Ardo 721 |

Rok 714 / DCCXIV
stulecia: VII wiek ~
VIII wiek ~
IX wiek

lata: 704 «
709 «
710 «
711 «
712 «
713 «
714
» 715
» 716
» 717
» 718
» 719
» 724

## Urodzili się
- Baotang Wuzhu – chiński mistrz chan, założyciel krótkotrwałej szkoły baotang w Syczuanie (zm. 774)
- Jingshan Faqin – chiński mistrz chan ze szkoły niutou (zm. 792)

## Zmarli
- 16 grudnia – majordom Pepin II Średni, który zapoczątkował faktyczne panowanie Karolingów w królestwie Franków.